# 少花淫羊藿
少花淫羊藿（学名：Epimedium pauciflorum）为小檗科淫羊藿属下的一个种。

## 扩展阅读
維基物種上的相關：少花淫羊藿